# 呉圭喆
呉 圭喆（オ・キュチョル、1952年11月13日 - ）は、韓国の囲碁棋士。全羅南道出身、韓国棋院所属、九段。王位戦挑戦者、移動通信杯中段戦優勝など。

## 経歴
1985年入段。1988年二段で王位戦挑戦者となり、曺薫鉉に3-4で敗れる。1989年覇王戦挑戦者。1992年東洋証券杯ベスト16、国手戦ベスト4。1993年第1期韓国移動通信杯中段戦優勝。1996年七段。2001年八段。2005年九段。2006年電子ランド杯王中王戦玄武部準優勝、王中王戦ベスト16。
韓国囲碁リーグでは、2006年パークランドチームで出場。

## 主な棋歴
国際棋戦
- 東洋証券杯世界選手権戦 ベスト16 1992年（○森山直棋、×曺薫鉉）

国内棋戦
- 王位戦 挑戦者 1988年
- 覇王戦 挑戦者 1989年
- 移動通信杯 中段戦優勝 1993年
- 電子ランド杯王中王戦 玄武部準優勝 2006年